# Sorj Chalandon
Sorj Chalandon (Tunis, 16 de maig de 1952) és un periodista i escriptor francès. Des del 1973 fins al 2007 va treballar com a periodista al diari Libération, on, entre altres coses, va cobrir els esdeveniments del Líban, Iran, Iraq, Somàlia i Afganistan. El 1988 va rebre el Premi Albert Londres pels seus articles sobre Irlanda del Nord i el judici de Klaus Barbie. Des de llavors, ha treballat per a la publicació satírica i d'investigació Le Canard enchaîné.
La seva segona novel·la, Une promesse (2006), va guanyar el Premi Médicis. El 2011 va publicar Retour à Killybegs, novel·la guanyadora el Gran Premi de Novel·la de l'Acadèmia Francesa i finalista del Premi Goncourt, on narra la història d'un home que torna a Killybegs (Irlanda) després de reconèixer públicament que ha estat un agent britànic infiltrat a l'IRA. Aquesta història està inspirada en la vida de Denis Donaldson.

## Obra publicada
- Enfant de salaud (2023), traduït al català com a Fill d'un malparit per Josep Alemany
- Le petit Bonzi (2005)
- Une promesse (2006)
- Mon traître (2008)
- La légende de nos pères (2009)
- Retour à Killybegs (2011), traduït al català com a Retorn a Killybegs per Josep Alemany amb Edicions de 1984 (2014)[5]
- Le quatrième mur (2013), traduït al català com a La quarta paret per Josep Alemany amb Edicions de 1984 (2014). Premi Goncourt dels Instituts 2013[6]
- Profession du père (2015),[6] traduït al català com a Professió del pare per Josep Alemany amb Edicions de 1984 (2017). Adaptació cinematogràfica (2021) dirigida per Jean-Pierre Améris i protagonitzada per Benôit Peolvoorde, Audrey Dana i Jules Levebre.
- Le jour d'avant (2017)
- Une joie féroce (Grasset 2019), traduït al català com a Una alegria esbojarrada per Josep Alemany amb Edicions de 1984
- Enfant de Salaud (Grasset 2021), traduït al català al 2023 com a Fill d'un malparit per Josep Alemany amb Edicions de 1984.[7]